# Phascogale
Genre
Le Phascogale est un marsupial carnivore australien de la famille des Dasyuridae. Il en existe deux espèces:
- Phascogale tapoatafa (Meyer, 1793) ou Phascogale à queue en pinceau et le
- Phascogale calura (Gould, 1844) ou Phascogale à queue rousse.

Comme dans un certain nombre d'autres espèces de Dasyuridae, les mâles ne vivent qu'un an et meurent après une période d'accouplement intense. Le terme Phascogale a été inventé en 1824 par Coenraad Jacob Temminck et signifie «belette à poche ventrale» en raison de la poche marsupiale.